# (11195) Woomera
(11195) Woomera est un astéroïde de la ceinture principale.

## Description
(11195) Woomera est un astéroïde de la ceinture principale. Il fut découvert le 15 janvier 1999 à Woomera par Frank B. Zoltowski. Il présente une orbite caractérisée par un demi-grand axe de 2,32 UA, une excentricité de 0,11 et une inclinaison de 3,1° par rapport à l'écliptique.

## Compléments